# 都営バス早稲田営業所
都営バス早稲田自動車営業所（とえいバスわせだじどうしゃえいぎょうしょ）は、東京都新宿区西早稲田に所在する都営バスの営業所である。敷地は東京都住宅政策本部(旧都住宅局)が設置し東京都住宅供給公社が管理する都営住宅である都営早稲田アパート(管理戸数521)と敷地内で同居している。
最寄り停留所は早稲田。営業所記号はT。ナンバーは練馬である。管轄下に青梅支所を置く。かつては杉並支所も管轄下にあったが、2009年4月に小滝橋営業所の管轄に変更された。

## 概要
都営トロリーバス戸山無軌条電車営業所を引き継いで開設された都営バス渋谷営業所戸山支所の移転・昇格により、1971年（昭和46年）12月1日に開設された。敷地は、都電早稲田電車営業所の跡地を利用したもので、早稲田大学早稲田キャンパスの北側に位置する。担当路線は池86・上58・早77の3系統で、都営バスの営業所の中で担当路線数が最少の車庫だが、いずれの系統も運行本数を十分確保している。
すぐ近くに都電荒川線の早稲田停留場があり、同線の定期乗車券も販売している。

## 沿革
- 1955年（昭和30年）6月1日：トロリーバス102系統池袋駅 - 千駄ヶ谷四丁目間の開業と同時に、戸山無軌条電車営業所を開設。
- 1968年（昭和43年）
  - 3月31日：トロリーバス102系統全線廃止。戸山無軌条電車営業所から渋谷自動車営業所戸山支所に組織変更。
  - 9月29日：都電第3次撤去により早稲田電車営業所が廃止される。
- 1971年（昭和46年）12月1日：戸山支所を早稲田電車営業所跡地へ移転し改組、早稲田自動車営業所に昇格。戸山支所跡地は福祉局（現・福祉保健局）に移管、東京都心身障害者福祉センターを建設する。
- 2000年（平成12年）12月12日：杉並支所（営業所から格下げ）と青梅支所を管轄下に置く。同時に最寄停留所名を「早稲田」から「早稲田・リーガロイヤルホテル前」に変更。
- 2005年（平成17年）4月1日：最寄停留所名を「早稲田・リーガロイヤルホテル前」から「早稲田」に変更、大江戸線全線開業前の名称に戻る。
- 2009年（平成21年）4月1日：杉並支所を小滝橋営業所の管轄に変更する。
- 2016年（平成28年）3月14日：東京都心身障害者福祉センターの飯田橋への移転に伴い、高71・早77・池86系統が経由する都立障害者センター前バス停を「早大理工前」に改称。

## 現行路線

### 上58系統

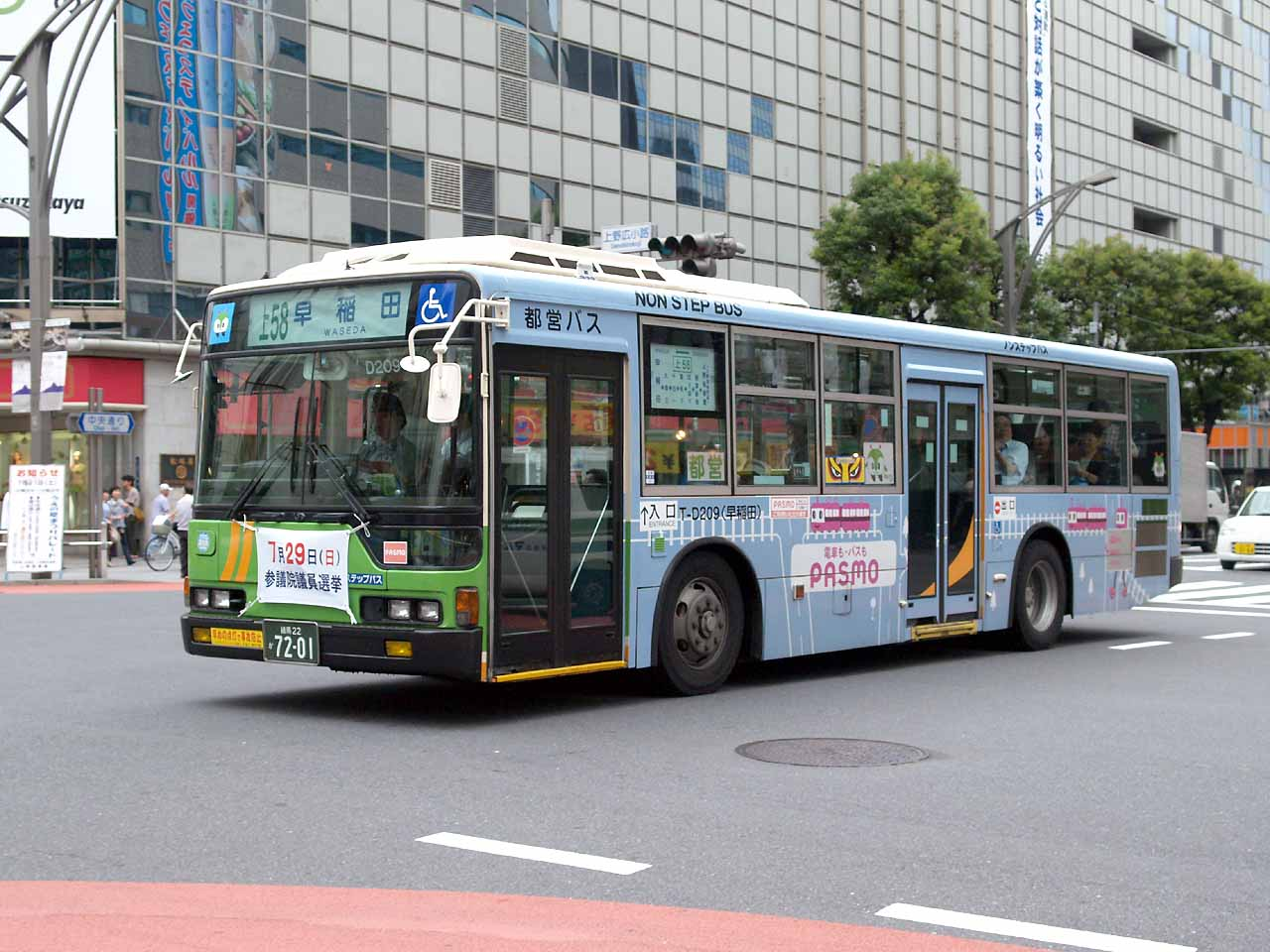
上58 (T-D209)

- 上58：早稲田 - 江戸川橋 - 護国寺 - 大塚三丁目 - 千石一丁目 - 動坂下 - 団子坂下 - 根津駅 -（←上野公園）- 上野松坂屋

早稲田から新目白通り、音羽通り、不忍通りを経由して上野松坂屋に至る路線。都電第6次撤去で廃止された20系統（江戸川橋 - 須田町）の代替として1971年（昭和46年）3月18日付で誕生した（520系統）。その後1976年（昭和51年）3月1日付で上野 - 須田町間が短縮され現在の運行区間となった。
当系統の他に上69系統が並行するが、同系統が江戸川橋 - 上野間で新目白通りと春日通りを経由するのに対して、当系統は新目白通りと音羽通りを走り、護国寺から山手線の内側・不忍通りを走る路線である。ただし、朝の早稲田（車庫） → 上野間の回送は上69系統と同ルートを走り、上野松坂屋へ向かう。

### 早77系統

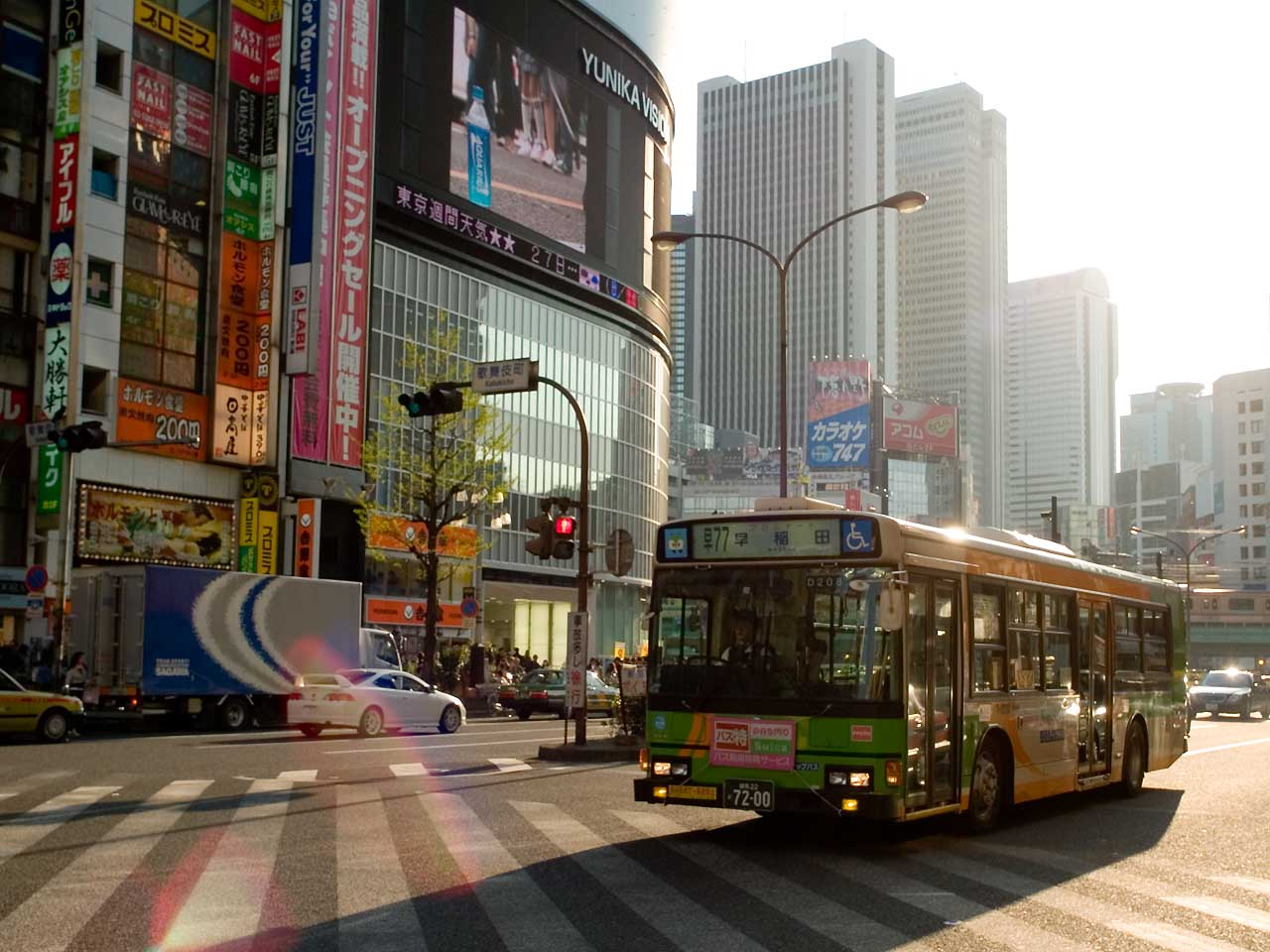
休日日中の早稲田行きは歌舞伎町：靖国通りを経由 (T-D208)

- 早77：早稲田 -（←馬場下町／甘泉園公園→）- 高田馬場二丁目 - 東新宿駅 - 日清食品前 -（←新宿伊勢丹前／歌舞伎町→）- 新宿駅西口
- 早77（休日始発～夕方）：早稲田 -（←馬場下町／甘泉園公園→）- 高田馬場二丁目 - 東新宿駅 - 日清食品前 - 歌舞伎町 - 新宿駅西口

主に明治通りを経由して早稲田と新宿駅を結ぶ路線。西早稲田 - 早稲田および日清食品 - 新宿駅西口では往路と復路で経路が異なり、前者に関しては早稲田行きは早稲田鶴巻町西交差点経由、新宿駅西口行きは環四通り経由、後者に関しては早稲田行きは明治通り・新宿通り経由、新宿駅西口行きは御苑大通り・靖国通り経由となっている。休日は始発から17時台まで早稲田方面も歌舞伎町経由となるため、新宿駅東口と新宿伊勢丹前には停車しない。
その歴史は終戦後の1946年（昭和21年）3月15日開通の初代4系統に始まり、当初は小滝橋営業所が担当した。その後1950年（昭和25年）には1（→田87）系統から分割した渋谷駅 - 新宿追分線を統合して早稲田 - 新宿駅 - 渋谷駅の2系統となったが、1956年（昭和31年）に短縮され現在の運行区間となる。さらに、1972年（昭和47年）11月12日に新番号化され早77系統となった。1974年（昭和49年）9月22日には戸山支所時代の一時期担当していた早稲田営業所に移管、代わりに早稲田担当だった上69系統が小滝橋営業所に移管のうえ小滝橋車庫へ延長された。2003年6月18日から環四通りの供用開始に伴い、飯64、上69系統とともに一部経路を変更し、グランド坂下経由から、甘泉園公園前経由とする。2008年6月14日の副都心線開業時に大幅な減便が行われた。
以前は、宿74、秋76系統が新田裏（現；日清食品前）から南に向かって左のバイパス（御苑大通り）経由で、新宿5丁目東交差点を右折していた一方で、早77系統は明治通り本線を直進し、新宿5丁目交差点を右折していたが、後年早77系統も新宿駅方面の他系統と同じように御苑大通り経由にまとめられている。

### 池86系統

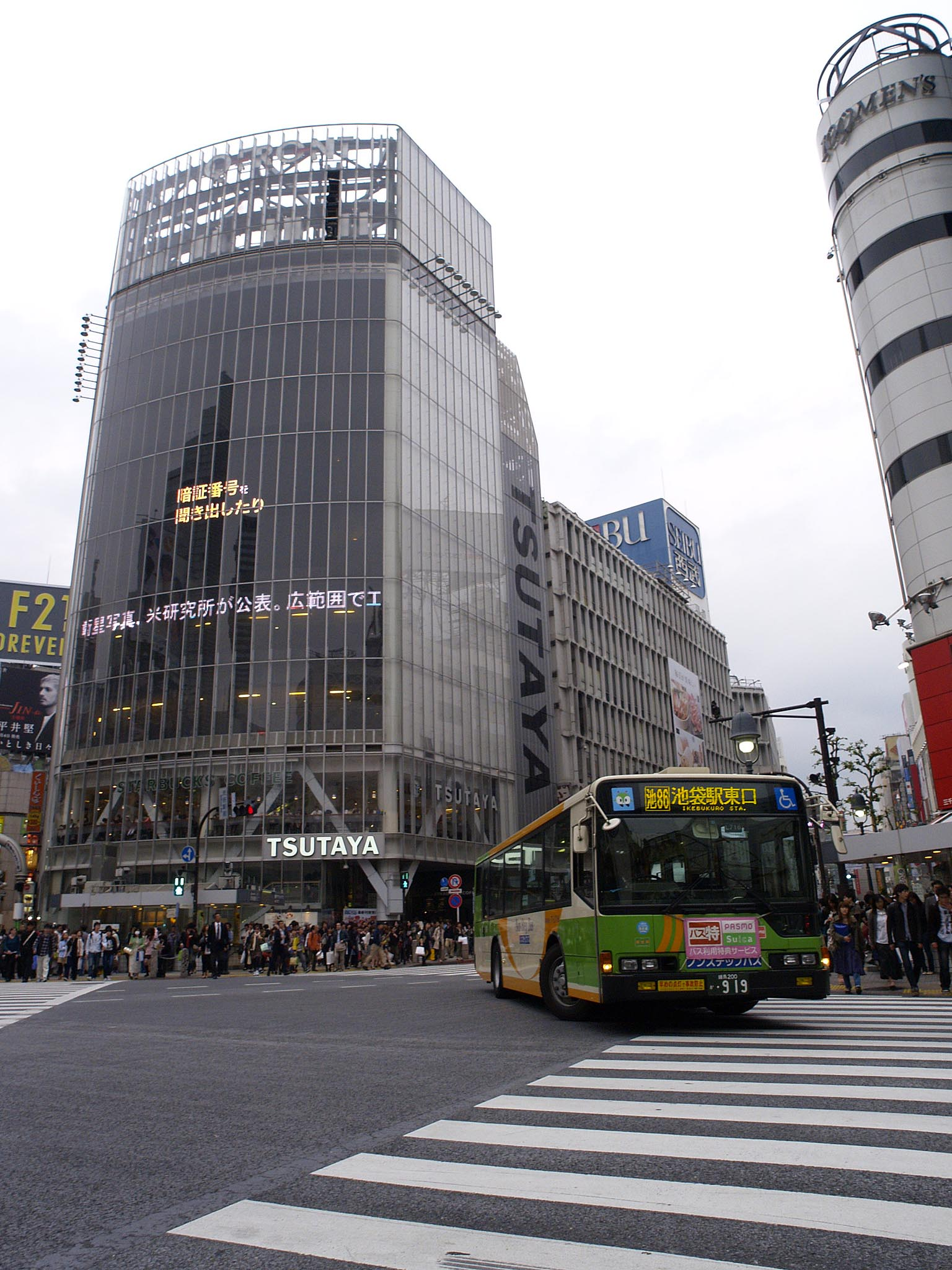
渋谷駅西口交差点を通過する池86 (T-L716)

- 池86：池袋サンシャインシティ - 池袋駅東口 - 学習院下 - 高田馬場二丁目 - 東新宿駅 - 日清食品 - 新宿伊勢丹前 - 表参道（←宮下公園/神南一丁目 → 渋谷駅西口→）渋谷駅東口（循環）
- 池86：池袋駅東口 - 学習院下 - 高田馬場二丁目 - 東新宿駅 - 日清食品 - 新宿伊勢丹前 - 表参道（←宮下公園/神南一丁目 → 渋谷駅西口→）渋谷駅東口（循環）
- 池86：池袋駅東口 - 学習院下 - 高田馬場二丁目 - 東新宿駅 - 日清食品 - 新宿伊勢丹前
- 池86出入：早稲田 → 甘泉園公園 → 高田馬場二丁目 → 東新宿駅 → 日清食品 → 新宿伊勢丹前 → 表参道 → 神南一丁目 → 渋谷駅西口 → 渋谷駅東口
- 池86出入：渋谷駅東口 → 宮下公園 → 表参道 → 新宿伊勢丹前 → 日清食品 → 東新宿駅 → 高田馬場二丁目 → 甘泉園公園 → 早稲田
- 池86出入：池袋駅東口 - 学習院下 - 高田馬場二丁目 - 甘泉園公園 - 早稲田

池袋駅から明治通りを経由して渋谷駅に至る路線である。出入便は主に早稲田 - 池袋駅便で、早稲田 - 渋谷駅便の本数は少ない。副都心線開業前は、山手線支障時の代替輸送機関としての役割も持っており、2006年4月24日の山手線不通事故発生時には周辺の営業所を含めて車両19台を投入して増発を実施した。
1968年（昭和43年）3月31日限りで廃止されたトロリーバス102系統（品川駅 - 池袋駅）のうち、先行廃止された区間を除く渋谷駅 - 池袋駅間の代替路線602系統として開通した。なお先行廃止区間は、品川営業所と東京急行電鉄（現・東急バス）の共同による100系統（現・反96系統）および東京急行電鉄の品川区役所線（現・品川線）が代替となった。
開設4年後の都電第7次撤去と同時に池86系統へと呼称を変更。その後、1978年（昭和53年）には池袋サンシャインシティが建設されたことで池袋サンシャインシティに一時乗り入れていたが、サンシャインのターミナル使用料と利用客などの兼ね合いから1990年7月に池袋側の起終点を東池袋四丁目に変更した経緯がある。東池袋四丁目では有楽町線東池袋駅や都電荒川線東池袋四丁目停留場に近い交通局の折返所（元々は大塚電車営業所の派出所用地だった場所）で折返していた。東池袋四丁目行きの方向幕は「池袋駅東口（東池袋四丁目）」と表示されていた。神南1丁目交差点(渋谷モディ) - 渋谷駅東口 - 神宮前6丁目(北行)間は早81系統と経路が重複し、早81同様渋谷交差点を左折する。
2003年（平成15年）1月、利用客の少ない池袋駅 - 東池袋四丁目を大幅に減回し、池袋駅止まりの運行が中心となったが、池袋駅のバス停をグリーン大通り側に設定したため、南池袋三丁目Y字路を右折するルートを取ることとなり、ダイヤの乱れを助長させた。そのため、2005年3月28日で朝夕を中心に再び増回を行う。
2008年（平成20年）6月14日、完全に並行する東京メトロ副都心線が開業した。このため、当系統は池袋駅 - 東池袋四丁目間は廃止、神宮前六丁目 - 渋谷駅間が新宿支所の早81系統と同様に循環化され、本数も大幅に削減された。しかし、高齢者や地下駅への移動が困難な利用者からの要望もあり、また減便後の混雑も著しいことから、2009年4月の改編時のダイヤ改正で日中を中心に増便されている。早稲田 - 池袋間は回送運転便も多く、新目白通りから高戸橋交差点を経由して明治通りへ行っており、東池袋四丁目運転時は、音羽通り、護国寺経由で回送していた便も多数あった。早稲田行きの場合、車内表示器では早稲田行きの表示が「早稲田車庫行」と表示されるほか、前面行先表示機の早稲田行きの表示にも小さく（早稲田車庫）と入る。
2018年（平成30年）4月1日、28年ぶりに池袋サンシャインシティへの乗り入れが復活した。豊島区役所新庁舎へのアクセスの兼ね合いや、防災公園の整備による豊島区からの要望でもある。

この路線は2004年 - 2009年まで新宿支所が都01系統の一部を受け持っていた際、新宿車庫 → 新宿伊勢丹 - 新宿四丁目 - 表参道 - 渋谷駅間を営業運転の形で出入庫を行っていた。現在は系統番号のみ渋88出入系統に変更されている。

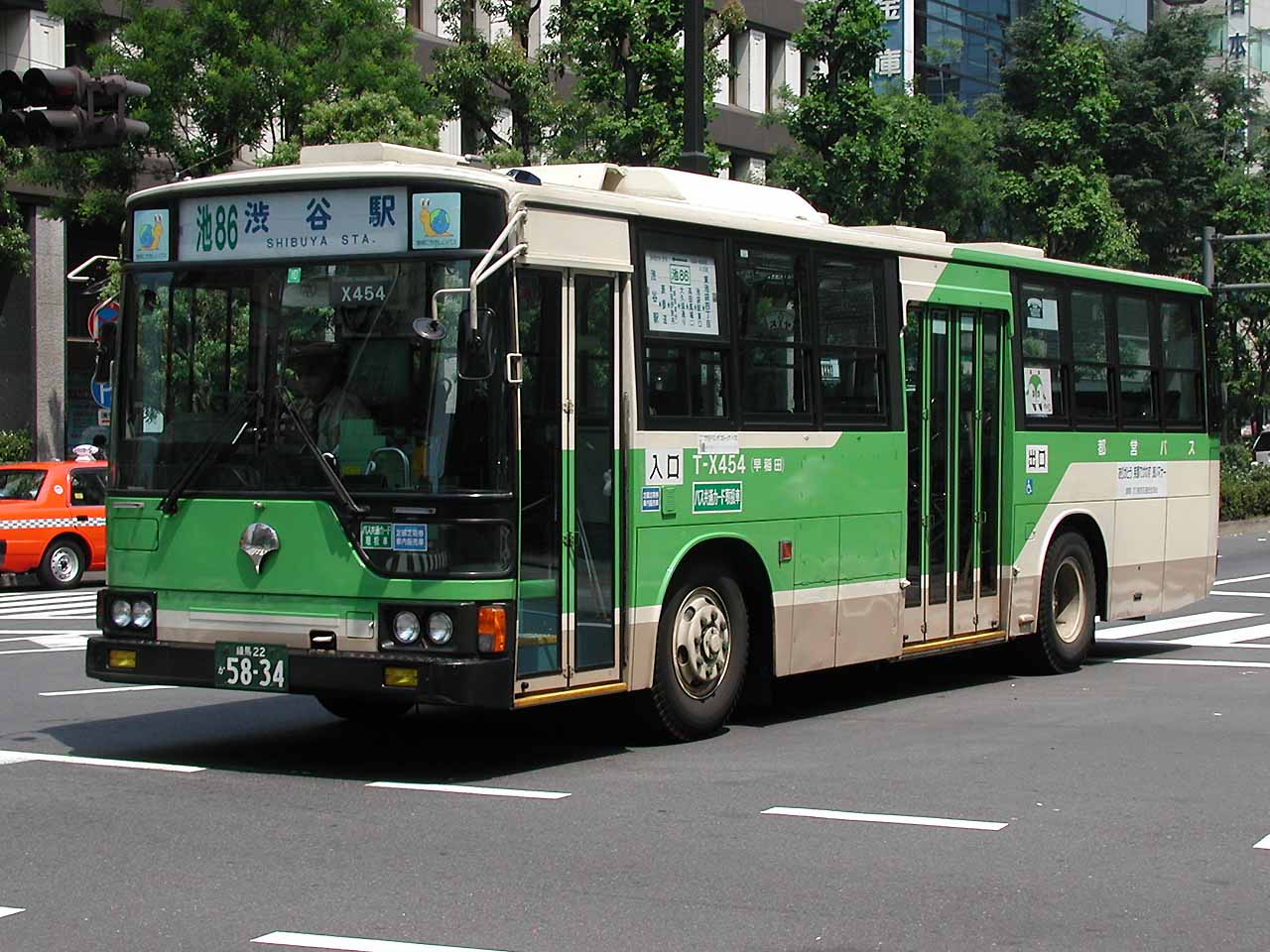
2001年頃の池86系統 (T-X454)
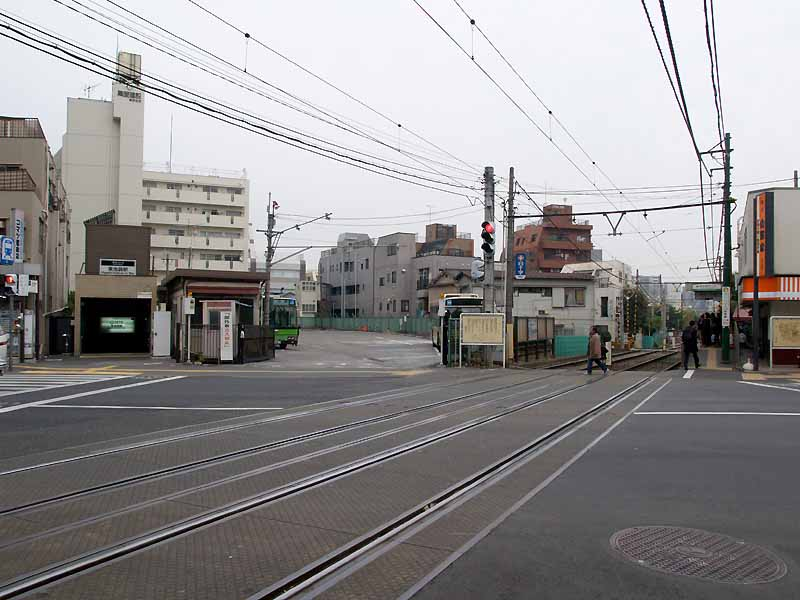
在りし日の東池袋四丁目操車所（画面中央）

## 廃止・移管系統

### 池86・池86折返系統（一部系統・一部区間の廃止）
- 池86折返：新宿駅西口 - 大久保通り - 高田馬場二丁目 - 千登世橋 - 池袋駅東口

深夜バスの普通時刻の運転便に付けられていた系統番号で、運賃が倍額にならないためにこの番号とされた。早稲田から池袋駅東口まで、池86出入系統として出庫後、新宿駅西口を往復しそのまま深夜09系統ミッドナイト25として、同区間を往復運転後、新宿駅西口、池袋駅東口から早稲田行きとなり、早稲田車庫へ入庫していた。深夜バスの廃止で、自動的に本系統も廃止になった。
- 池86：東池袋四丁目 - 池袋駅東口 - （既存区間のため中略） - 渋谷駅東口

2008年6月13日を以って東池袋四丁目 - 池袋駅東口間が廃止された。

### 上69系統
- 上69：早稲田 - 江戸川橋 - 大曲 - 伝通院前 - 文京区役所（現・春日駅） - 本郷三丁目（現・本郷三丁目駅） - 上野広小路

都電39系統の代替路線。当初は小滝橋営業所が担当し、1972年（昭和47年）3月1日から早77系統との交換で一時期担当していた。その後1974年9月22日に小滝橋車庫へ延長のうえ小滝橋営業所に再移管、早77系統が早稲田営業所に戻っている。

### 深夜09系統
- 深夜09：新宿駅西口 - 大久保通り - 高田馬場二丁目 - 千登世橋 - 池袋駅東口
- 深夜09：新宿駅西口 - 大久保通り - 高田馬場二丁目 - 西早稲田 - 早稲田車庫
- 深夜09：池袋駅東口 - 千登世橋 - 高田馬場二丁目 - 西早稲田 - 早稲田車庫

池86出入系統と早77系統を組み合わせた系統で、1989年（平成元年）12月15日に開業したものの、都営の深夜バスとしては最も早い1996年1月4日に廃止されている。早稲田車庫の正式な停留所名は「早稲田」であるが、この深夜バスの運転されていたときは、池86系統と深夜09系統の方向幕は「池86 早稲田車庫」「MN25 早稲田車庫」を表示していた。現在は池86出入系統に限り「池86 早稲田（早稲田車庫）」となっている（上58・飯64・早77系統は「早稲田」表示）。

### 604系統
- 604（→草64）：浅草雷門 - 浅草松屋（現・東武浅草駅）- 大関横丁 - 荒川区役所 - 新三河島駅 - 尾久駅 - 王子駅 - 西巣鴨 - 池袋駅東口

トロリーバス104系統の代替路線として1968年（昭和43年）3月31日に開通した。1971年（昭和46年）3月16日をもって滝野川営業所に移管、翌1972年（昭和47年）の系統番号整理で草64系統となる。その後1980年（昭和55年）4月4日の滝野川の移転で北営業所へと引き継がれ、志村営業所廃止の1982年（昭和57年）3月29日付で巣鴨営業所に移管、2006年（平成18年）4月1日から4年間は南千住営業所との共管だった時期がある。現在は浅草地区の幾多にわたる経路変更を経て池袋駅 - 浅草雷門南の路線となっている。

## 周辺停留所
新目白通り上に「グランド坂下」「早稲田」の2停留所が設置され、標柱毎に付けられるのりば番号は通しで設定されている。